# Никольская, Светлана Дмитриевна
Светлана Дмитриевна Никольская (2 мая 1982, Калуга) — российская футболистка, выступавшая на всех позициях в поле, игрок в футзал и мини-футбол. Выступала за сборную России по футзалу. Мастер спорта России международного класса.

## Биография
В детстве занималась фехтованием, с 11-летнего возраста стала заниматься футболом. В 1998 году присоединилась к клубу «Калужанка», выступавшему в высшем дивизионе России. Через два года «Калужанка» прекратила существование, и футболистка перешла во вновь созданный клуб «Анненки», несколько лет провела в первом дивизионе. В 2003 году калужский клуб выступал в высшем дивизионе, где занял последнее место, а Никольская с 3 голами стала лучшим снайпером команды в сезоне. В 2004 году играла за другого аутсайдера высшего дивизиона — нижегородскую «Нику».
С 2004 года более 10 лет выступала в мини-футболе и футзале за клуб «Виктория», представлявший Дзержинск и Нижний Новгород. Чемпионка России 2007 года, серебряный призёр чемпионата 2008 года, обладательница Кубка России 2007 и 2008 годов. Лучший бомбардир чемпионата России 2007 года (56 голов). Победительница Кубка Лиги чемпионов 2008 года. В сезоне 2017/18 играла за клуб «Калужаночка» и стала победительницей первой лиги России по мини-футболу, забив 11 голов в 11 матчах. Затем выступала за команду «Норманочка» (Нижний Новгород).
В составе сборной России по футзалу стала чемпионкой Европы 2001 года.
Окончила КГПУ им. Циолковского (2004). С 2005 года одновременно с выступлениями в мини-футболе работала школьным учителем физкультуры в одной из школ Нижнего Новгорода.
Сестра Ирина Никольская (Котуранова, род. 1985) — также футболистка и мини-футболистка.